# Maleimid
Maleimid je organická sloučenina, cyklický nenasycený imid; je významnou látkou v organické syntéze. Jako maleimidy se také označují sloučeniny, kde je vodíkový atom z imidové skupiny nahrazen alkylovými nebo arylovými skupinami, jako jsou methyl a fenyl; také může dojít k náhradě i jinou molekulou, což mohou být například biotin, fluorescenční barvivo, oligosacharid, nukleové kyseliny, určitá reaktivní skupina a nebo syntetický polymer jako je polyethylenglykol. Lidský hemoglobin s navázaným maleimid-polyethylenglykolem se používá jako krevní náhražka s označením MP4.

## Vlastnosti
Maleimid a jeho deriváty se připravují reakcí maleinanhydridu s aminy a následnou dehydratací. Maleimidy jsou náchylné k adicím různých molekul na dvojnou vazbu, a to jak Michaelovými, tak i Dielsovými–Alderovými reakcemi. Bismaleimidy, sloučeniny obsahující dvě molekuly maleimidu spojené různými skupinami přes dusíkové atomy, se používají jako zesíťovací činidla při výrobě termosetových plastů. Sloučeniny s maleimidovými skupinami spojenými s dalšími reaktivními skupinami, jako je N-hydroxysukcinimid, se nazývají heterobifunkční maleimidová činidla.

## Přírodní maleimidy
Je známo jen několik přírodních maleimidů, jako jsou cytotoxin showdomycin u bakterie Streptomyces showdoensis a penkolid v Pe. multicolor. V roce 2009 byl z houby Isaria farinosa, parazitující na hmyzu, získán farinomalein.

## Využití

### Biotechnologie a výroba léčiv
Jedny z nejčastějších metod biokonjugace zahrnují procesy řízené maleimidy. Vzhledem k rychlému průběhu reakcí a vysoké selektivitě vzhledem k cysteinovým zbytkům v bílkovinách se mnoho maleinimidových derivátů používá při výrobě léčiv, výzkumu biologických funkcí bílkovin nebo jejich imobilizaci.
Probíhá výzkum využití cílených léčiv tvořených léčivými látkami spojenými s protilátkami; tato léčiva se skládají ze tří hlavních složek: monoklonální protilátky, cytotoxické molekuly a spojovací molekuly, která často obsahuje maleimidovou skupinu, která první dvě složky spojuje.

### Technologická využití
Mono- a bismaleimidové polymery je možné použít při teplotách až kolem 250 °C. Maleimidy navázané na molekuly kaučuků se používají ke zpevňování kaučuku na výrobu pneumatik. Dvojná vazba snadno reaguje s hydroxylovými, aminovými a thiolovými skupinami za vzniku stabilních vazeb uhlík-kyslík, uhlík-dusík, uhlík-síra.